# Cowley (Londres)
Pour les articles homonymes, voir Cowley.
Cowley est une zone anglaise située à l'ouest de Londres, dans le borough londonien de Hillingdon.